# Ellen Neel

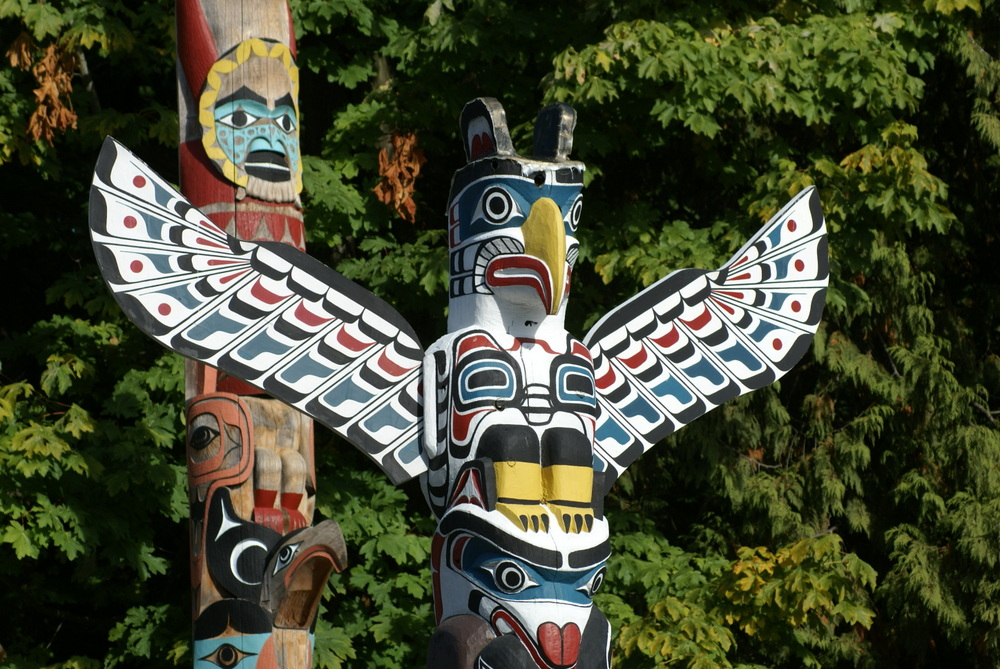
En primer plano, la parte superior del tótem de Kakaso'Las. Tallado por la artista Kwakwaka'wakw Ellen Neel y su tío Mungo Martin, para los grandes almacenes Woodward, en 1955. Actualmente en Stanley Park, Vancouver.

Ellen Neel (1916–1966) fue una artista Kwakwakaʼwakw talladora de madera. Es la primera mujer conocida por haber tallado tótems profesionalmente. Era originaria de Alert Bay, Columbia Británica, y su trabajo se encuentra en colecciones de todo el mundo.
La académica Priya Helweg escribe: "Hasta que Ellen Neel surgió como talladora profesional a fines de la década de 1920, no se menciona a ninguna mujer como talladora en la literatura". Neel inspiró a otras mujeres de las Primeras Naciones de generaciones posteriores, como Freda Diesing (Haida) y Doreen Jensen (Gitksan), para que comenzaran a tallar.

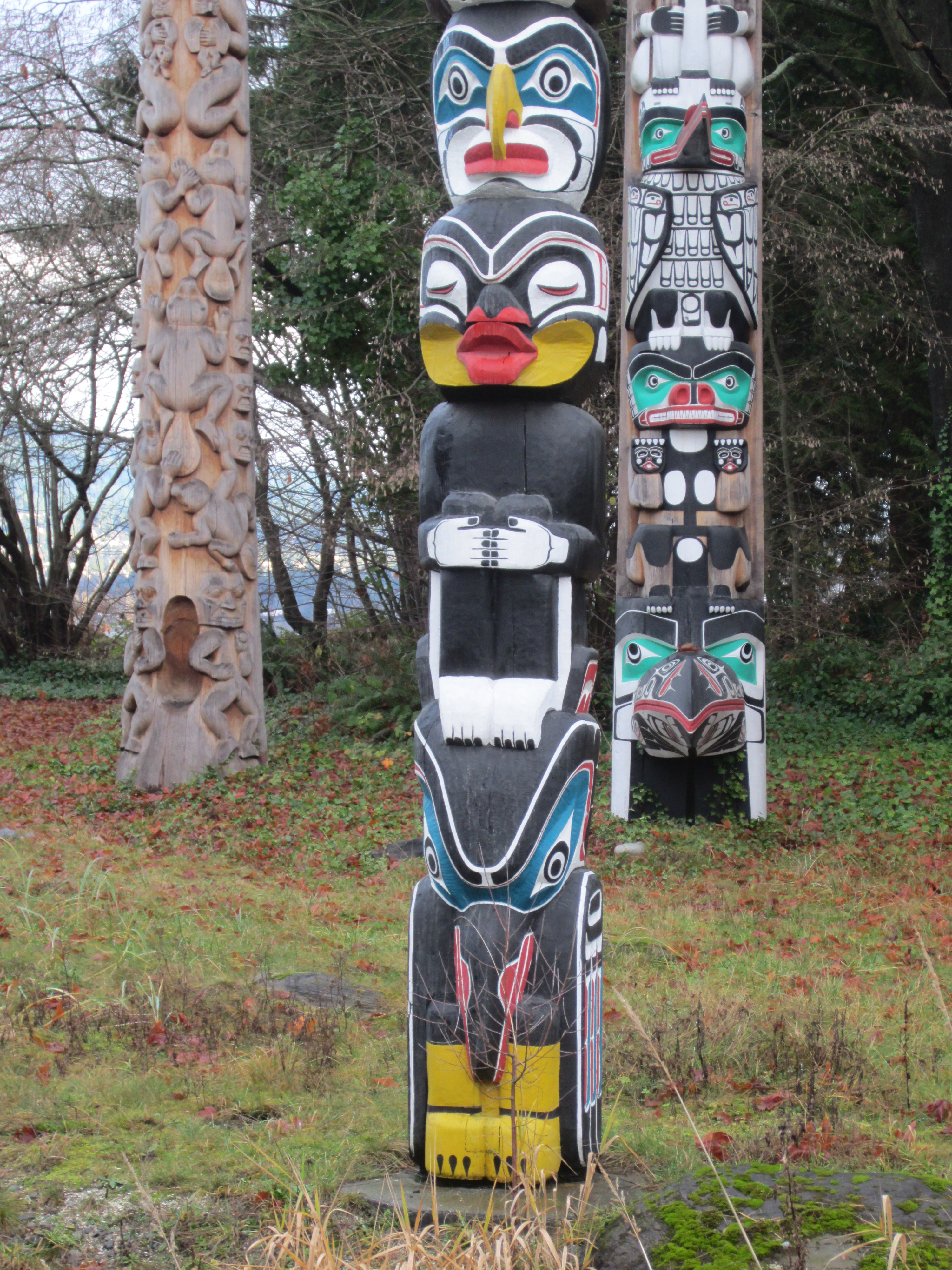
Tótem de Kakaso'Las. Tallado por la artista Kwakwaka'wakw Ellen Neel y su tío Mungo Martin, para los grandes almacenes Woodward, en 1955.

## Primeros años
Ellen May (de soltera Newman) Neel (nombre Potlatch Kakaso'las) nació el 14 de noviembre de 1916 en Alert Bay, Columbia Británica. Sus padres eran mestizos y ella era miembro de la tribu Kwakwaka'wakw. Neel aprendió la talla del noroeste de su abuelo materno, Yakuglas/Charlie James, un destacado tallador de tótems, y de su tío, el famoso escultor Mungo Martin. Mientras asistía a la escuela St. Michael, Charlie le enseñó a Neel el trabajo de la línea, los estilos antiguos, las historias y la dedicación. La formación que le dio su abuelo y su tenaz trabajo llevaron a Neel a vender obras a la edad de 12 años.
En 1938, Neel se casó con Ted Neel, un herrero. Se mudaron a Vancouver y juntos tuvieron siete hijos. Neel era ama de casa pero aun así completó algunas tallas para amigos. Más tarde las cosas cambiaron drásticamente después de que Ted sufriera un derrame cerebral severo. Necesitaban dinero y Ted ya no podía mantener completamente a la familia. Decidieron que la talla de Neel se convertiría en un negocio familiar a tiempo completo. Ted manejó el lado comercial mientras Neel diseñaba, tallaba y pintaba.

## Avances profesionales
La familia trabajó unida en busca de una forma de subsistencia, hasta que Ellen completó el Totemland Pole para la Totemland Society (un grupo de promoción de Vancouver) que sirvió como un gran soporte financiero. En 1948 participó como ponente en la Conferencia sobre Asuntos Indígenas Nativos avanzando en su carrera y convirtiéndose en una artista reconocida. Después de la conferencia, la Junta de Parques le dio un estudio en Stanley Park, donde estableció los Totem Art Studios.
En 1948, Neel completó la restauración de varios tótems históricos para la Universidad de Columbia Británica. Dedicó un tótem tradicional de 16 pies de altura a la universidad en 1950, completando el vestíbulo de un hotel. En poco tiempo sus hijos completaron la mayor parte del tallado mientras ella pintaba otras columnas de seis a 18 pulgadas de altura para la cámara de turismo. Aunque los pequeños postes eran el sustento básico de la familia, Neel pudo trabajar en grandes tótems de estilo libre, como el poste encargado en 1953 para un museo deDinamarca.
En 1955, los grandes almacenes Woodward's  encargaron a Neel que creara cinco tótems para un centro comercial de Edmonton. Estos fueron devueltos a la costa en la década de 1980, y el hijo de Neel, Robert, los restauró siendo ubicados más tarde en Stanley Park.
En 2017, el trabajo de Neel se mostró en una exposición individual en la Galería de Arte Legacy de la Universidad de Victoria. Su trabajo Cedar Mask se exhibió con la exposición Hearts of Our People de artistas mujeres nativas en el Instituto de Arte de Minneapolis en 2019.

## Hijos
Los niños se convirtieron en una parte integral del negocio familiar desarrollando habilidades y luchando por su cuenta, como el hijo de los Neel, David. Los Neels se mudaron de Vancouver a South Burnaby, más tarde a White Rock y finalmente a Aldergrove, Columbia Británica. Los hijos comenzaron sus propias vidas, pero enviaban dinero a sus padres ya que las cosas comenzaban a ponerse difíciles para los Neel. Su hijo John se quedó con ellos ayudando a Neel a tallar. Robert "Bob" Neel se convirtió en tallador por derecho propio.

## Muerte
En 1961, Ted y Ellen enfrentaban constantemente problemas de salud. En septiembre de 196, su hijo Dave murió en un accidente automovilístico. Más tarde, hacia 1965, el mercado empezó a ponerse más difícil para vender las obras de Neel. Todo se estaba deteriorando rápidamente y Neel murió en 1966.

## Legado
Ellen Neel jugó un papel crucial en el establecimiento de las artes nativas como una forma viable para que los nativos pudieran sostener sus comunidades y continuaran con su herencia. En 1985, el Museo de Antropología de la UBC erigió uno de los tótems que le habían encargado a Neel en Stanley Park, donde todavía se exhibe. El tótem que donó a la Universidad de Columbia Británica fue recreado por maestros talladores y rededicado en 2004 con una elaborada ceremonia presidida por el Jefe de la Nación Heiltsuk y Maestro de Ceremonias de Kwakwaka'wakw, Edwin Newman.
El nieto de Ellen, David Neel, es tallador, joyero, pintor, fotógrafo y autor activo en la actualidad en la Columbia Británica.

## Exposiciones
- Hearts of Our People: Native Women Artists, (2019), Minneapolis Institute of Art, Minneapolis, Minnesota, Estados Unidos.[13]